# Mikoszewo
Mikoszewo, německy Nickelswalde či Waichseldurchstich, je vesnice v ústí veletoku Visla na pobřeží Gdaňského zálivu Baltského moře v severním Polsku. Nachází se také ve gmině Stegna v okrese Nowy Dwór Gdański na hranici geomorfologických celků Mierzeja Wiślana a Żuławy Wiślane v Pomořském vojvodství.

## Historie a legendy
První písemná zmínka o Mikoszewu pochází z roku 1243. Ve druhé polovině 16. století fungovalo jako rybářská a zemědělská vesnice. Samotné ústí Visly vzniklo překopem v 19. století. V letech 1975-1998 administrativně patřilo do již zaniklého Elblągského vojvodství. K vesnici se váže legenda o několika sudech se zlatem, které dal vhodit do Visly bohatý šlechtic Niklas a to jako oběť za odčinění svých hříchů.

## Popis
Rybářské a turisticky vyhledávané Mikoszewo leží mezi ostrovem Wyspa Sobieszewska v Gdaňsku, respektive Vislou (od západu), a vesnicí Jantar (od východu). Leží na pravém (východním) břehu Visly. Obydlí v Mikoszewu leží podél silnice droga wojewódzka nr 501. Obec má přívozové spojení (cca od dubna do října) s vesnicí Świbno na levém břehu Visly. Důležitá je také úzkokolejná železniční trať směr Sztutowo a Nowy Dwór Gdański (tzv. Żuławska Kolej Dojazdowa). V obci je hlídaná pláž a vede sem několik turistických a cyklistických tras. Ve vesnici je několik historických a technických památek.

## Příroda
V samotném ústí Visly, severně od obce, byla v roce 1991 zřízena rezervace Rezerwat przyrody Mewia Łacha kolem jezera Jezioro Mikoszewskie. Rezervace je jediným místem v Polsku, kde se trvale vyskytují tuleni. Je také hnízdištěm vzácných druhů vodního ptactva a místem odpočinku ptáků během jejich každoročního tahu do teplých krajin. Nejvyšším geografickým bodem Mikoszewa je zalesněná písečná duna Wzgórze Księcia Albrechta s nadmořskou výškou 33 m.

## Galerie

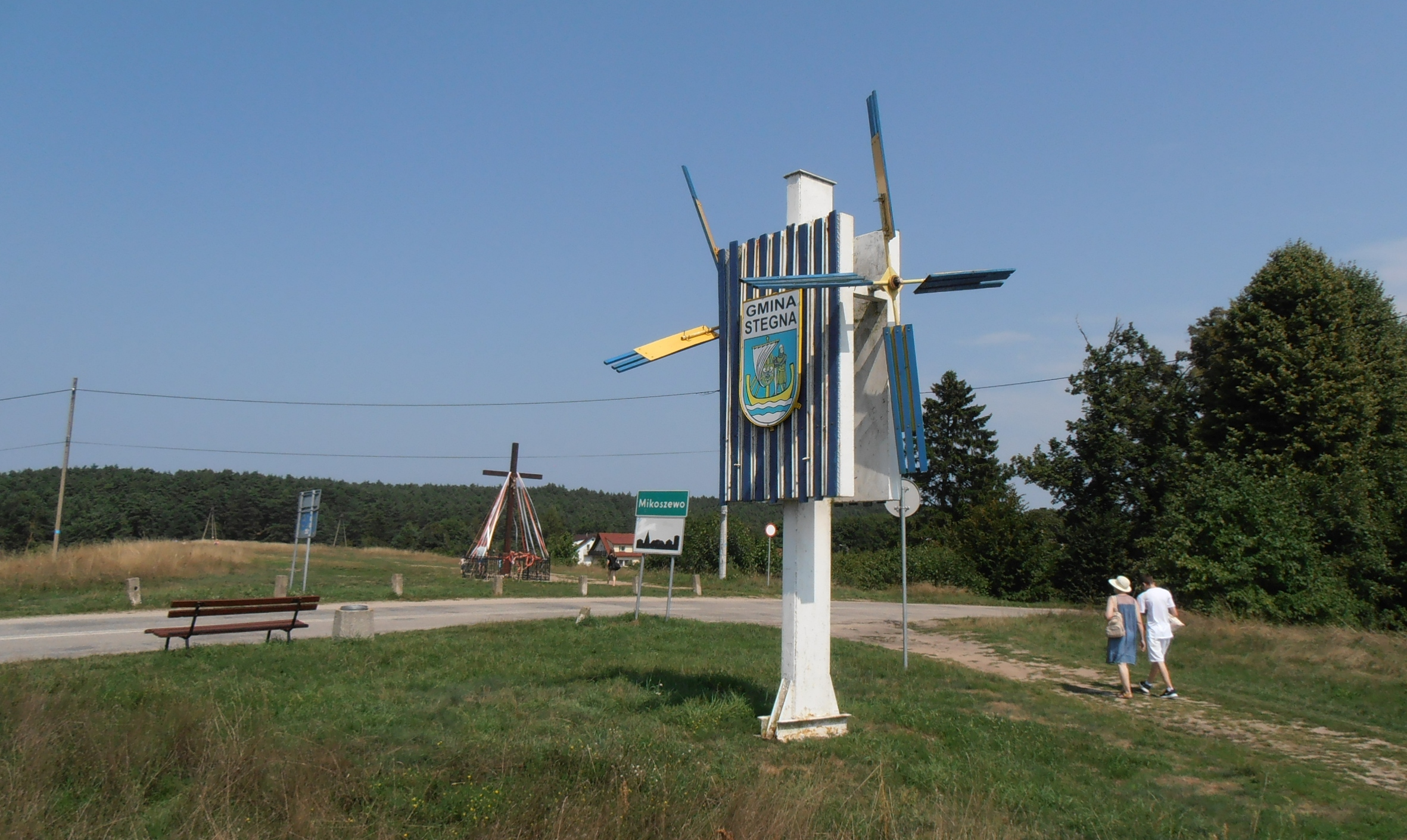
Vítací poutač na vjezdu
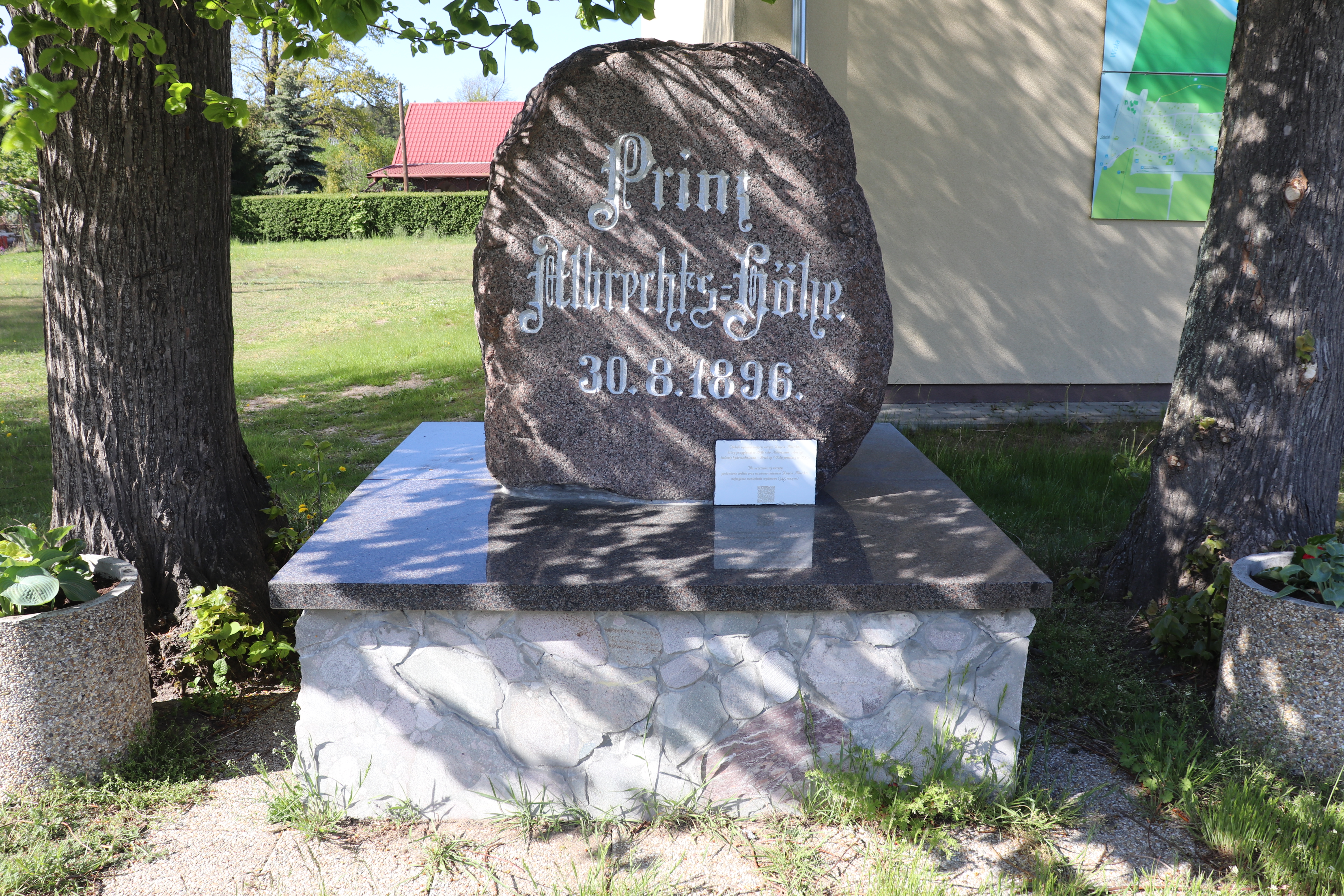
Památník
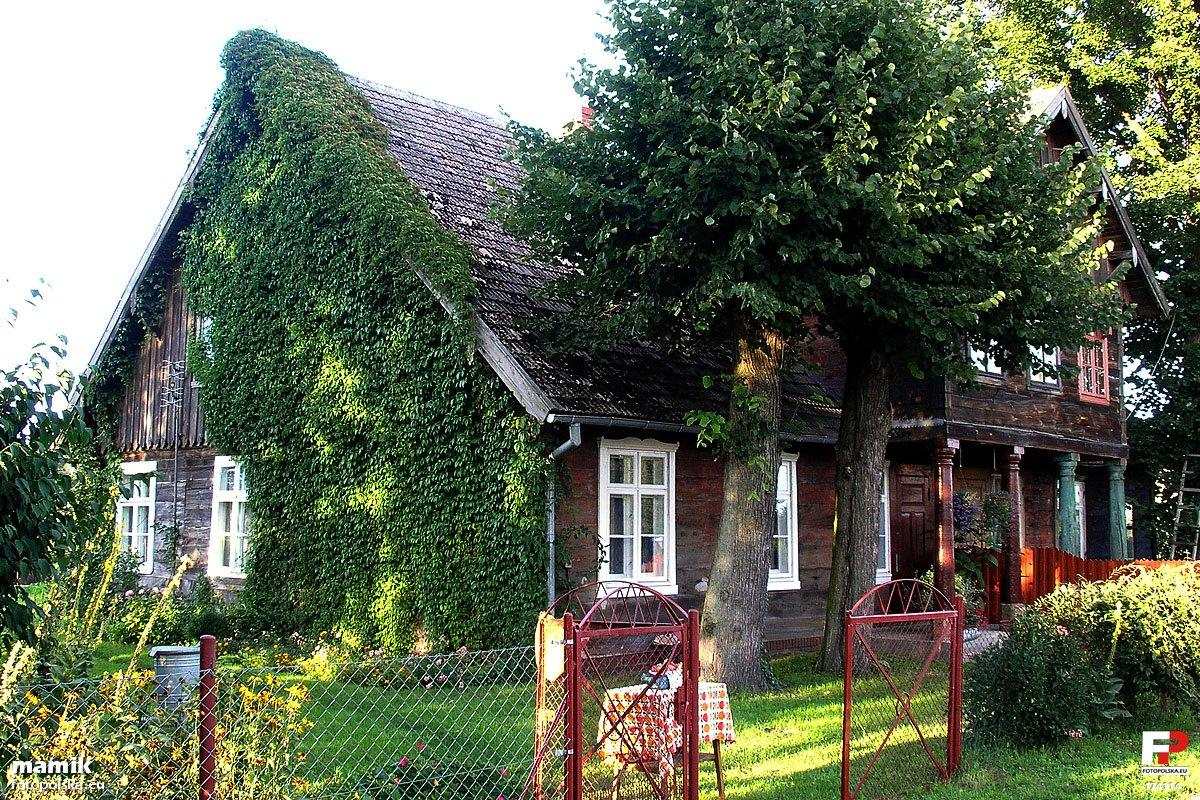
Ulice Gdańska 68 - dům mennonitů
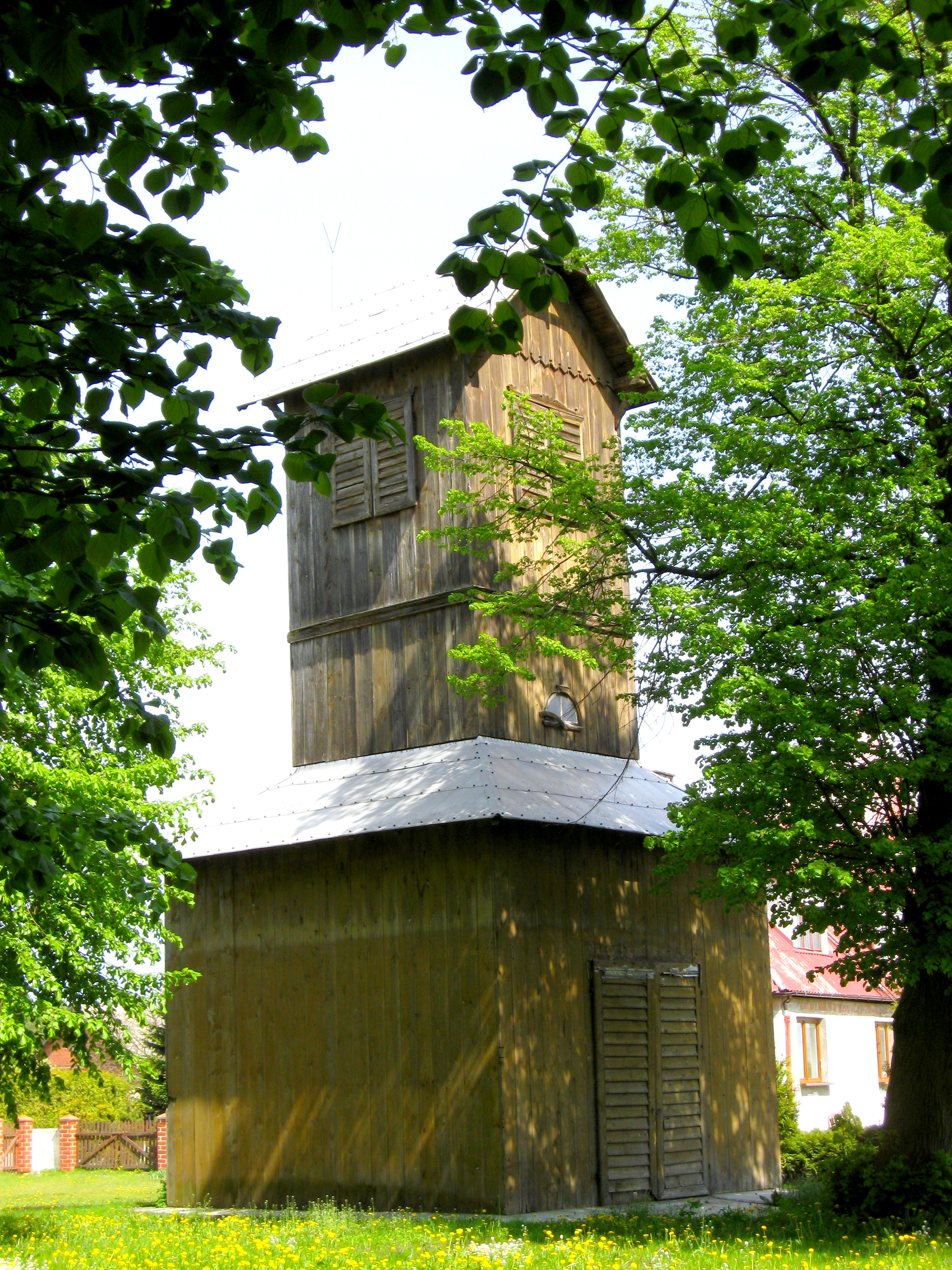
Zvonice na zaniklém evangelickém hřbitově
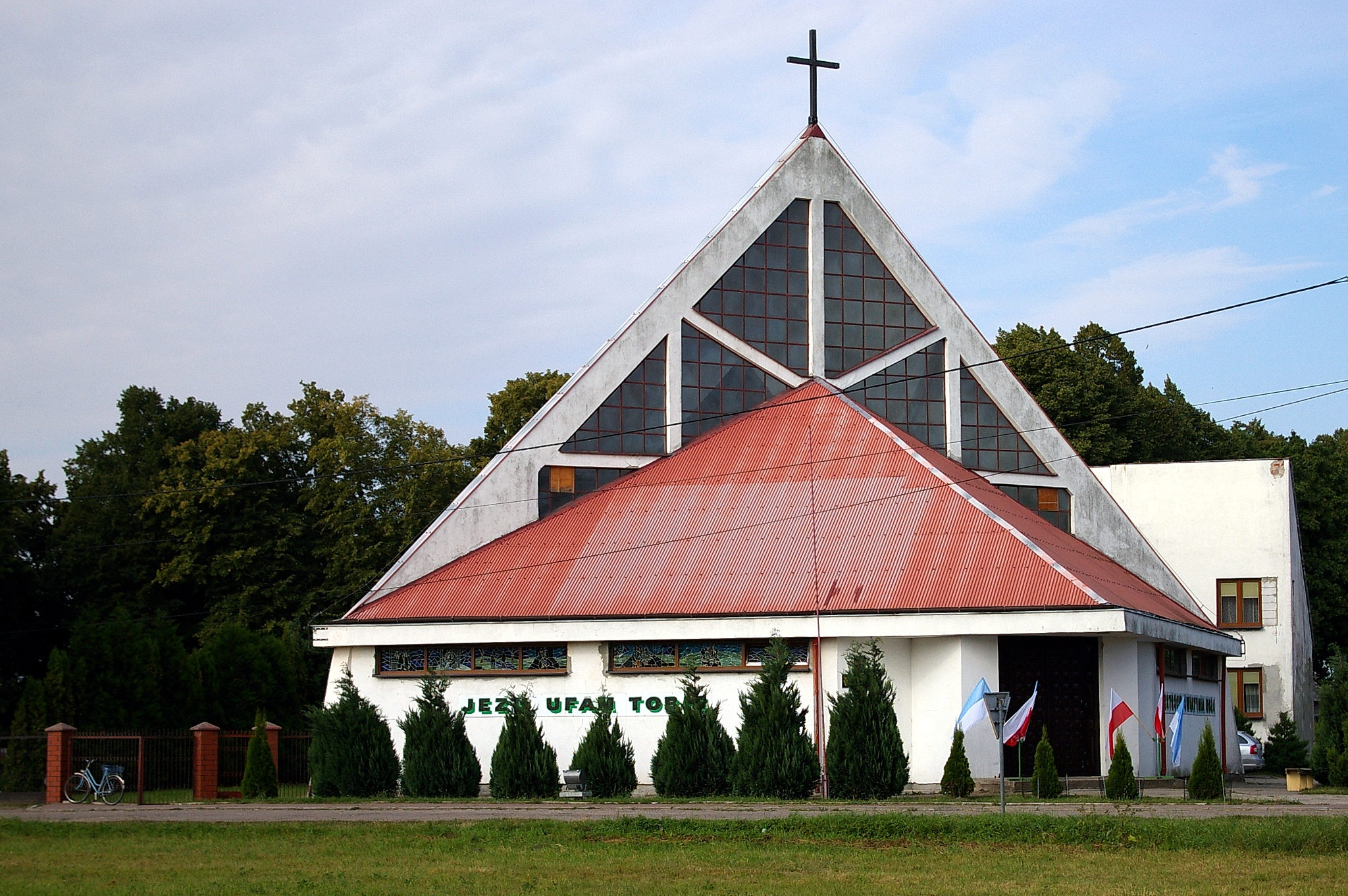
Kostel
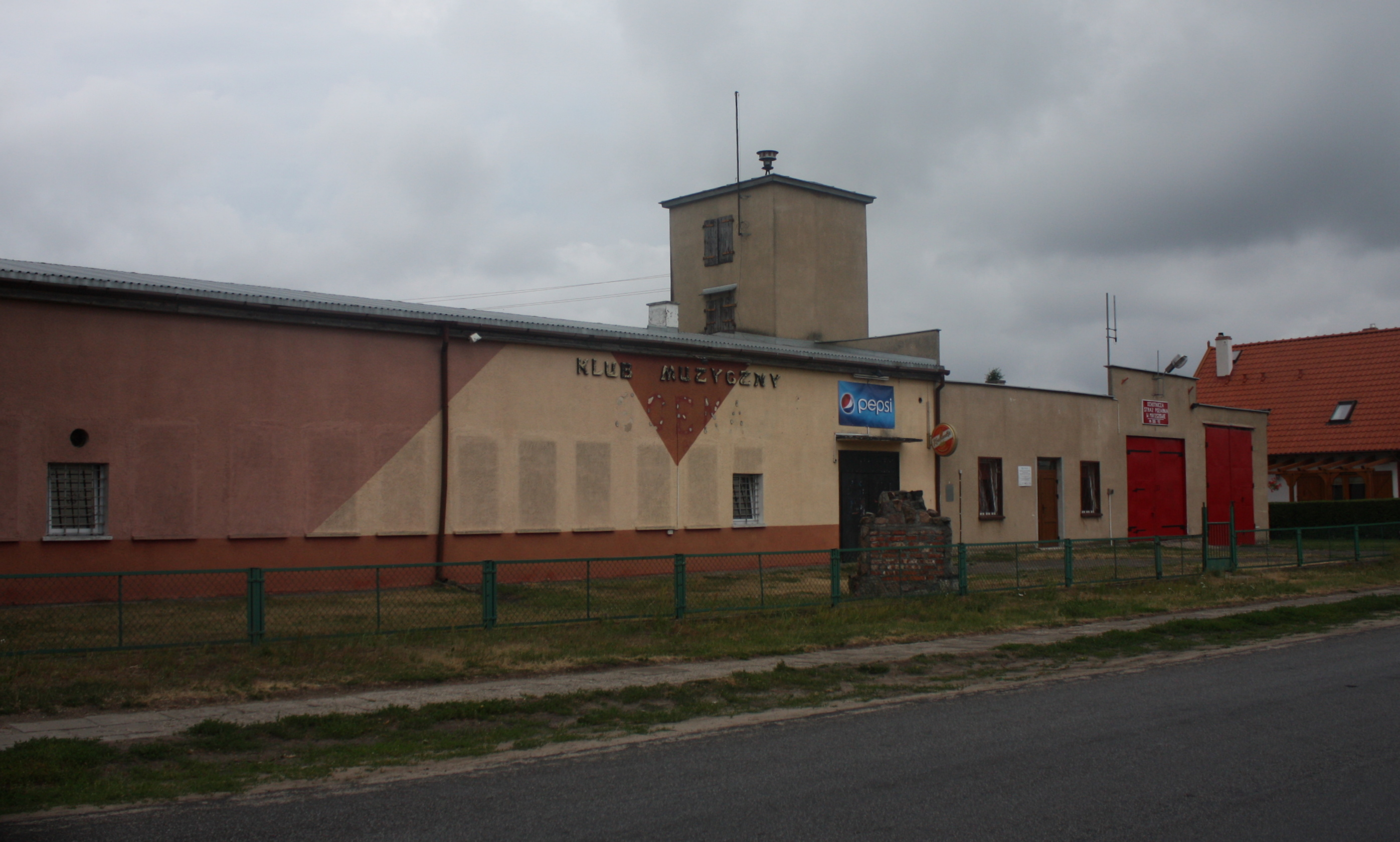
Hudební klub a hasičská zbrojnice
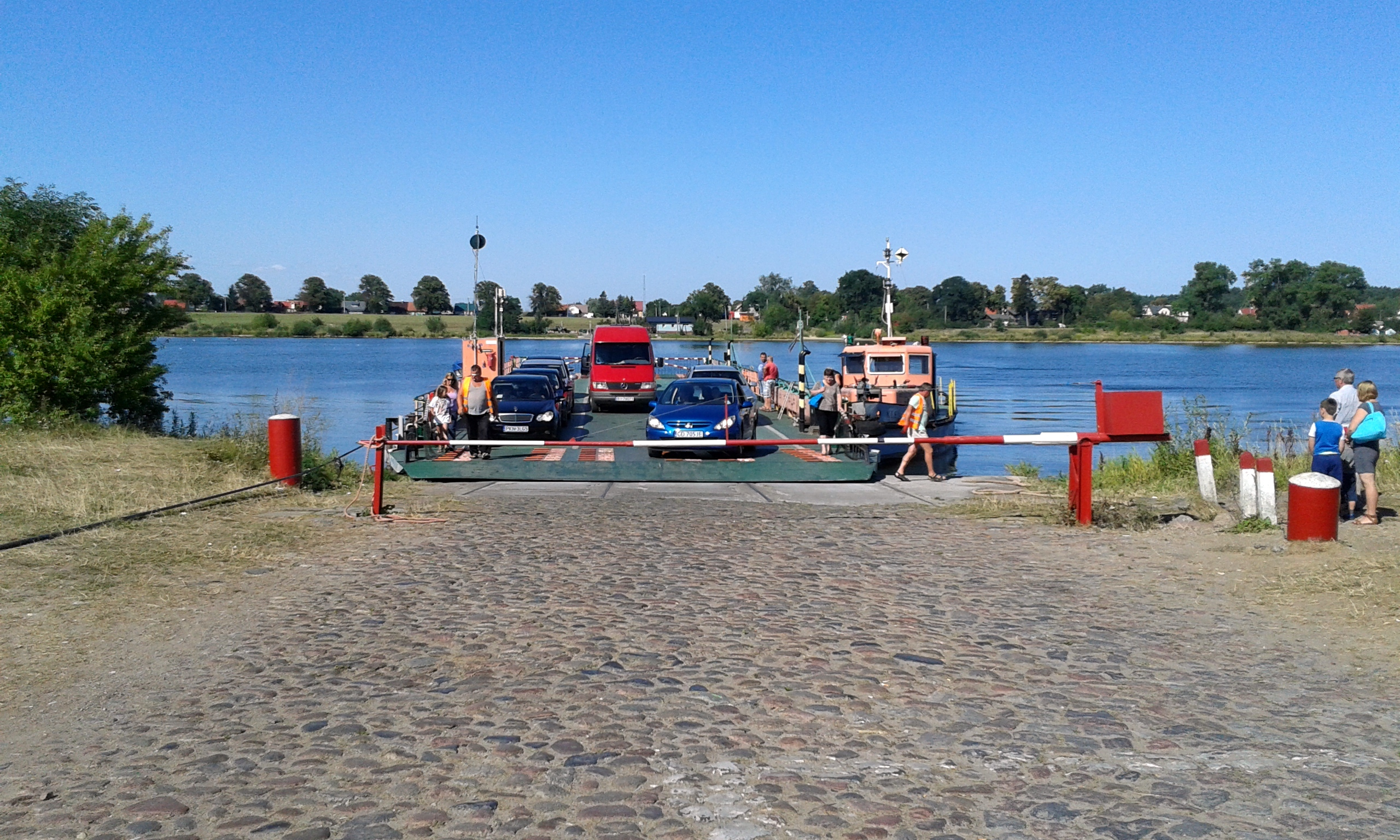
Přívoz
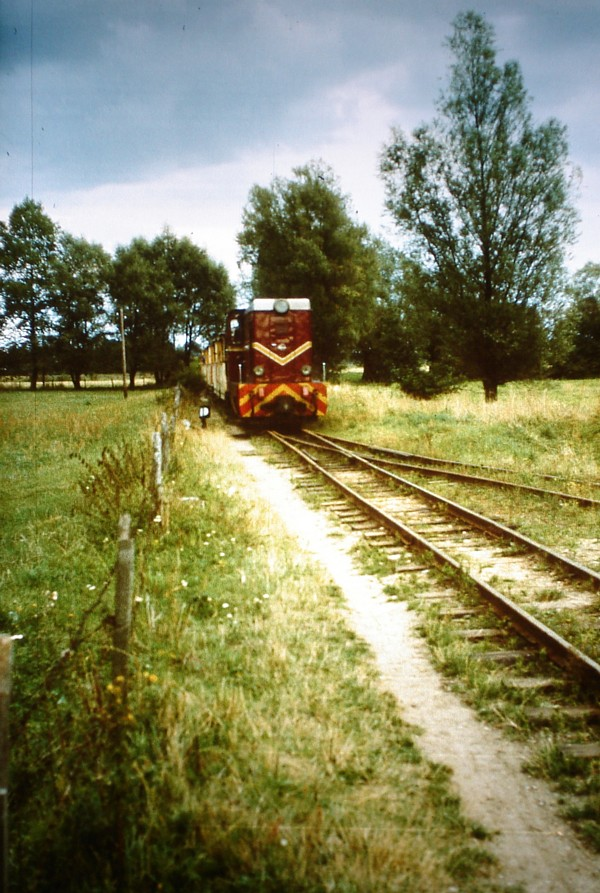
Železniční trať
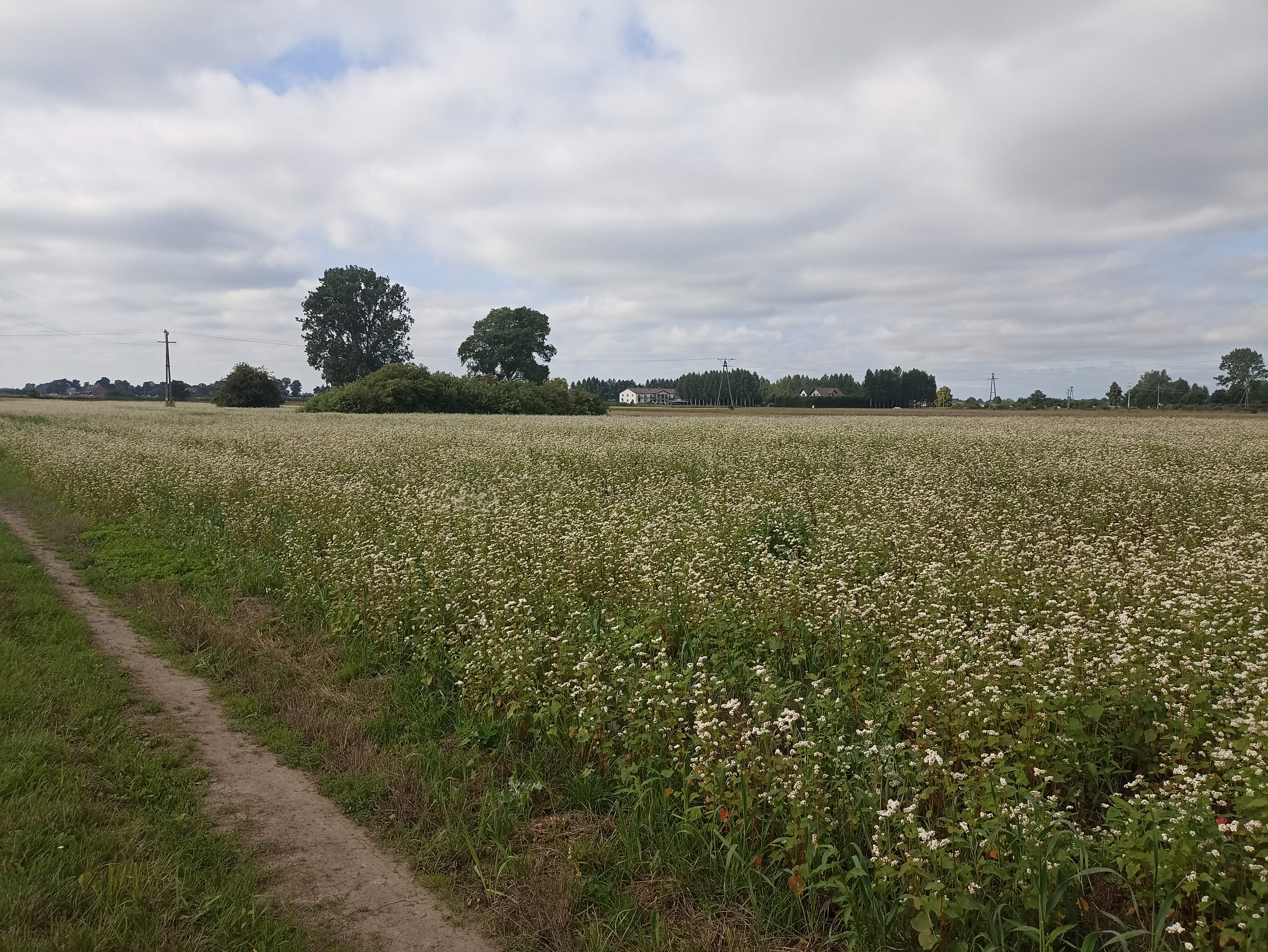
Panoráma Mikoszewa
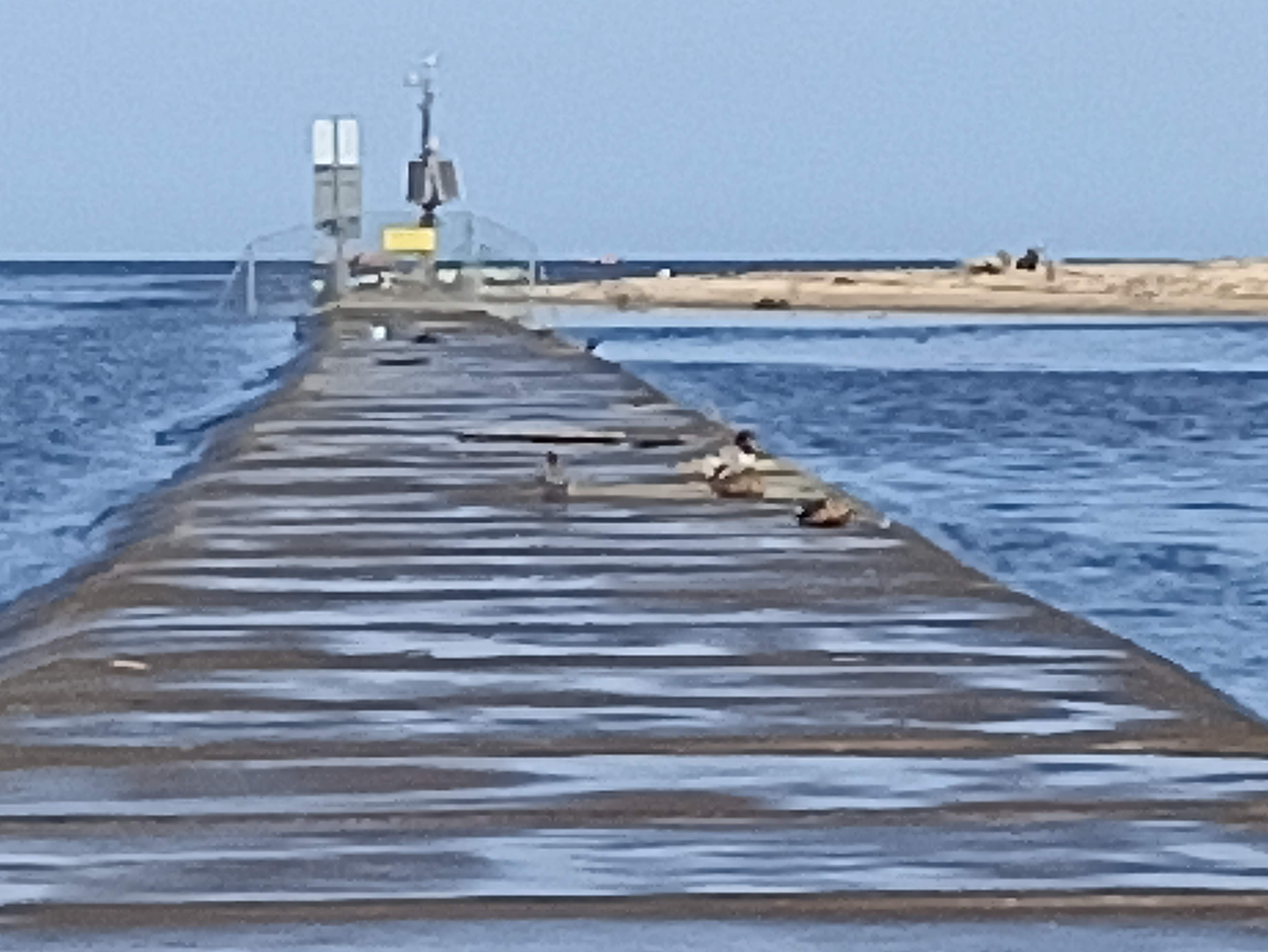
Mewia Łacha
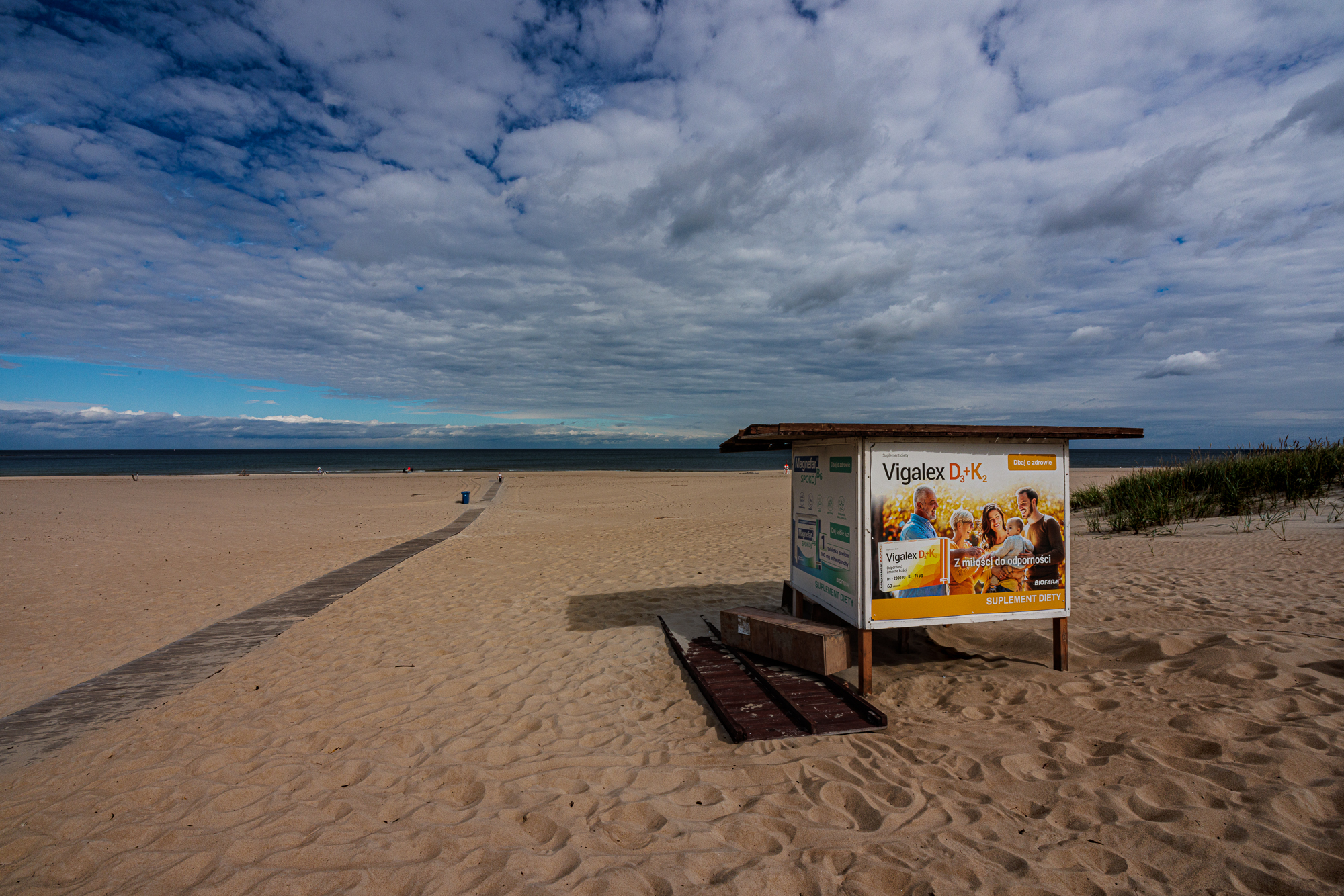
Pláž
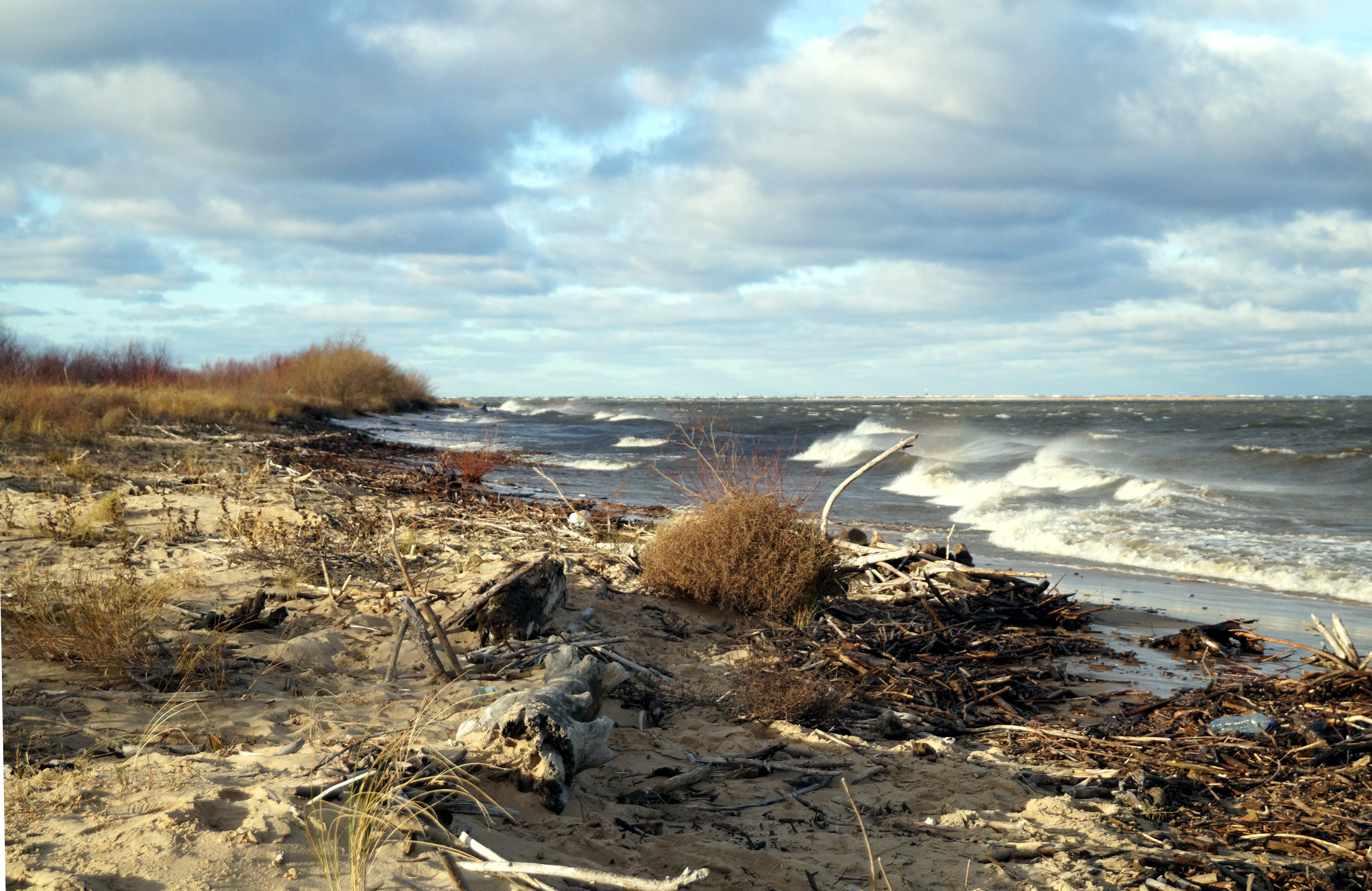
Pobřeží nedaleko ústí Visly
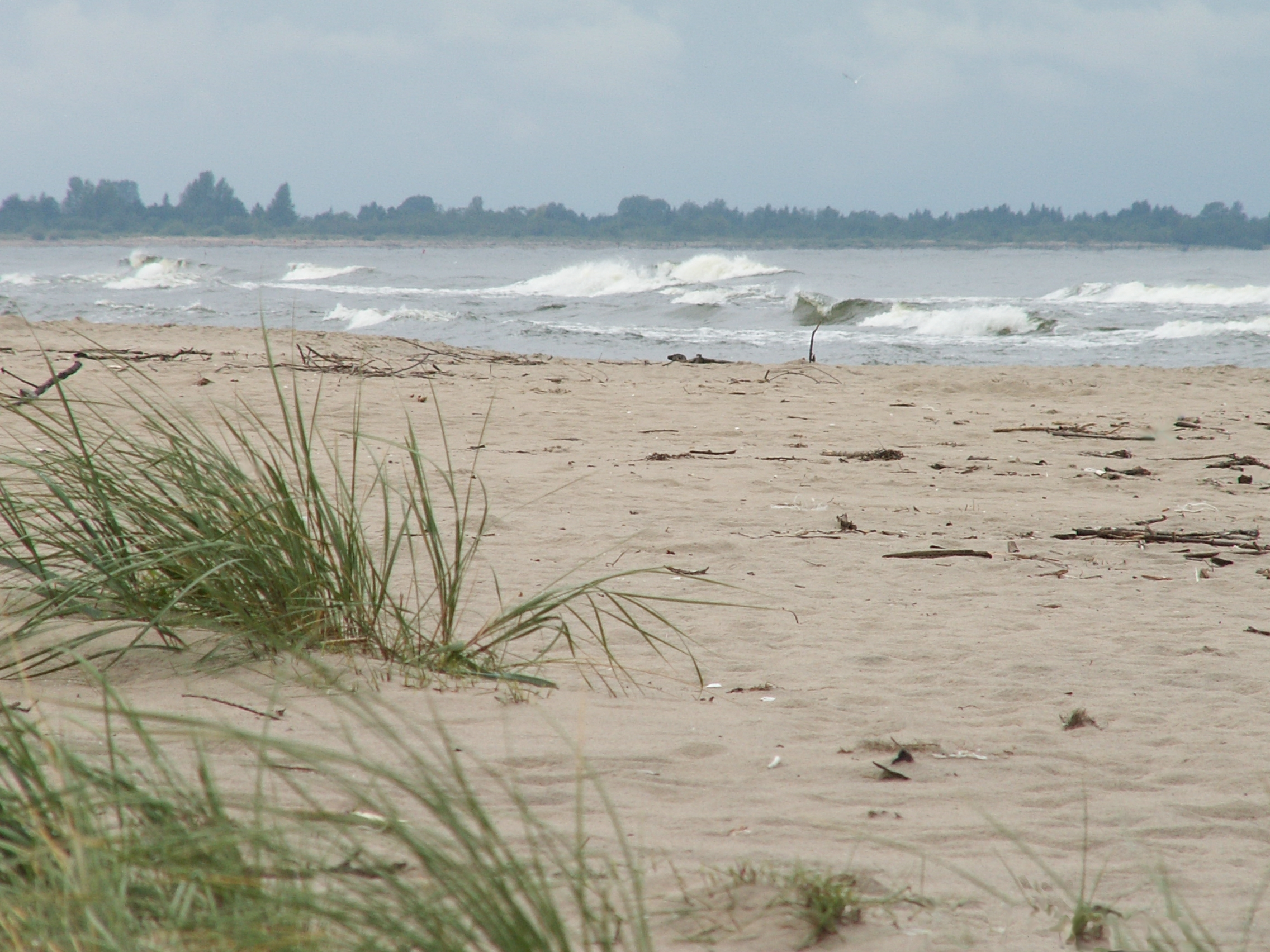
Pláž
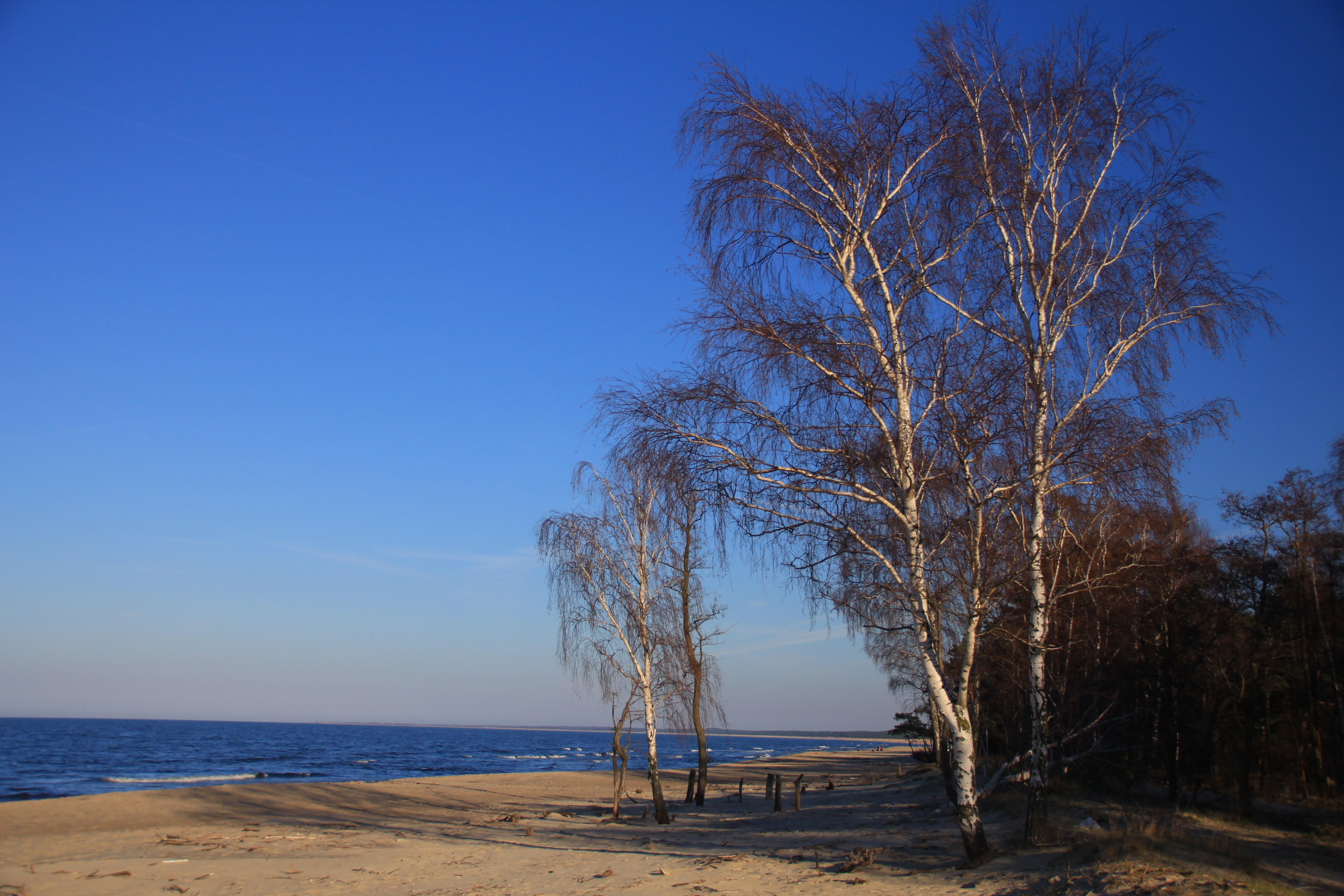
Ústí Visly